# Imma philonoma
Imma philonoma är en fjärilsart som beskrevs av Edward Meyrick 1925. Imma philonoma ingår i släktet Imma och familjen Immidae. Inga underarter finns listade i Catalogue of Life.